# My little Monster
My little Monster (jap. となりの怪物くん, Tonari no Kaibutsu-kun, dt. „mein Nachbar das Monster“) ist eine Mangaserie von Robico. Das Werk ist in die Genres Comedy und Romantik einzuordnen und wurde 2012 als Anime-Fernsehserie adaptiert.

## Inhalt
Im ersten Jahr der Oberschule sitzt Shizuku Mizutani (水谷 雫), eine strebsame Schülerin, die sich um nichts anderes als ihre schulischen Leistungen sorgt, neben Haru Yoshida (吉田 春), der für seinen rauen Umgang und Schlägereien berüchtigt ist. Doch ist er auch nahezu nie in der Schule, sodass Shizuku zu ihm nach Hause geschickt wird, um ihm Unterrichtsmaterial zu bringen. Nach dem Treffen findet Haru Gefallen an Shizuku und kommt schließlich wieder jeden Tag zur Schule. Shizuku weist ihn zunächst zurück, sie traut ihm nicht. Doch mit der Zeit kommen sich beide näher und gewinnen in zwei ihrer Mitschüler, der einsamen und wenig erfolgreichen Asako Natsume (夏目 あさ子) und dem beliebten Sōhei Sasahara (佐々原 宗平), zwei Freunde hinzu.

## Manga
Der Manga erschien erstmals in Einzelkapiteln in Kodanshas Magazin Dessert von Ausgabe 10/2008 (24. August 2008) bis 8/2013 (24. Juni 2013) für die Hauptreihe sowie von Ausgabe 10/2013 (24. August 2013) bis 1/2014 (22. November 2013) für Sonderkapitel. Später kam die Serie in zwölf Sammelbänden sowie einem Sonderband heraus. Die Bände verkauften sich in Japan jeweils über 200.000 mal.
Eine deutsche Übersetzung von Claudia Peter wurde von April 2014 bis April 2016 vollständig bei Egmont Manga herausgebracht. Kodansha veröffentlichte den Manga auch auf Englisch, Tong Li auf Chinesisch.

## Anime
2012 produzierte das Studio Brain’s Base unter der Regie von Hiro Kaburaki eine 13-teilige Animeserie auf Grundlage des Mangas. Das Konzept der Serie stammt von Noboru Takagi, der zusammen mit Deko Akao und Sawako Hirabayashi auch die Drehbücher schrieb. Tomohiro Kishi entwarf das Charakterdesign und als künstlerische Leiterin war Chikako Shibata verantwortlich.
Die 25 Minuten langen Folgen der Serie wurden vom 2. Oktober bis 25. Dezember 2012 nach Mitternacht (und damit am vorigen Fernsehtag) von TV Tokyo in Japan erstausgestrahlt sowie mit wenigen Tagen Versatz auch auf TV Ōsaka, TVQ Kyūshū, TV Setouchi, TV Hokkaidō und TV Aichi. Animax veröffentlichte in Asien eine englische Übersetzung und Crunchyroll bot den Anime als Simulcast über Streaming an.
2013 wurde mit dem letzten Band des Mangas auch eine Original Video Animation auf DVD veröffentlicht.

### Synchronsprecher
| Rolle            | Japanische Stimme (Seiyū) |
| ---------------- | ------------------------- |
| Shizuku Mizutani | Haruka Tomatsu            |
| Haru Yoshida     | Tatsuhisa Suzuki          |
| Asako Natsume    | Atsumi Tanezaki           |
| Sōhei Sasahara   | Ryōta Ōsaka               |

### Musik
Den Soundtrack der Serie komponierte Masato Nakayama. Das für den Vorspann verwendete Lied Q&A Recital! (Q&A リサイタル!) wurde von Haruka Tomatsu gesungen. Der Abspann wurde unterlegt mit White wishes von 9nine.